# Станильська сільська рада
| Станильська сільська рада — орган місцевого самоврядування у Дрогобицькому районі Львівської області з адміністративним центром у с. Станиля. Історична дата утворення: в 1939 році. Водоймища на території, підпорядкованій даній раді: річка Солянка. Сільській раді підпорядковані населені пункти: - с. Станиля |

## Склад ради
Рада складається з 16 депутатів та голови.

### Керівний склад ради
| ПІБ                      | Основні відомості                                                                              | Дата обрання | Дата звільнення |
| ------------------------ | ---------------------------------------------------------------------------------------------- | ------------ | --------------- |
| Сащук Михайло Васильович | Сільський голова, 1961 року народження, освіта, член Народного Руху України                    | 26.03.2006   | 31.10.2010      |
| Сащук Михайло Васильович | Сільський голова, 1961 року народження, освіта середня спеціальна, член Народного Руху України | 31.10.2010   |                 |

Примітка: таблиця складена за даними джерела